# Hamilcara
Hamilcara är ett släkte av fjärilar. Hamilcara ingår i familjen träfjärilar.
Kladogram enligt Catalogue of Life:
| Hamilcara | \| \| Hamilcara atra \| \| \| \| \| \| Hamilcara gilensis \| \| \| \| |
|           | \| \| Hamilcara atra \| \| \| \| \| \| Hamilcara gilensis \| \| \| \| |
|           | Hamilcara atra                                                        |
|           |                                                                       |
|           | Hamilcara gilensis                                                    |
|           |                                                                       |